# Philips Willembrug
De Philips Willembrug is een brug in de Nederlandse stad Rotterdam, in de wijk Hillegersberg. De brug heeft een vrije doorvaarthoogte van KP +2,82 m en de wijdte is 9,44 m. De brug ligt over de Rotte ter hoogte van de wijk Hillegersberg-Zuid. De brug is vernoemd naar prins Philips Willem van Oranje (1554-1618).
De Philips Willembrug is een vaste ijzeren brug die in 1923 werd gebouwd in het verlengde van de Philips Willemstraat, en hij verbindt die straat met de Bergse Linker Rottekade. In 1957 en 1962 hing het voortbestaan van de brug aan een zijden draad. De hoogte, destijds nodig voor de scheepvaart, werd steeds onoverkomelijker voor fietsers, dacht men. Begin zestiger jaren zou de brug vervangen worden door een 250 meter zuidelijker te bouwen klapbrug ter hoogte van de Minstreelstraat, welke straat aan de oostzijde van de Straatweg in het verlengde van de Juliana van Stolberglaan loopt. Zowel de sloop van de oude brug als de bouw van de nieuwe brug werden geannuleerd.
Omdat bij onderzoek in 2008 bleek dat de brug technisch in slechte staat was, werd de brug in 2009 voor het autoverkeer afgesloten. In 2016 en 2017 zijn bijna alle onderdelen van de brug vervangen.